# Apanteles alutaceus
Apanteles alutaceus är en stekelart som beskrevs av Balevski 1980. Apanteles alutaceus ingår i släktet Apanteles och familjen bracksteklar. Inga underarter finns listade i Catalogue of Life.